# تئودور نیومن کافمن
تئودور نیومن کافمن (به انگلیسی: Theodore N. Kaufman؛ ۲۲ فوریه ۱۹۱۰–۱ آوریل ۱۹۸۶)، گاهی اوقات به اشتباه به نام تئودور ناتان کافمن نیز خوانده شده‌است، یک تاجر و نویسنده یهودی آمریکایی بود که به نظرات نژادپرستانه و حذف گرایانه خود در مورد آلمان‌ها معروف بود.
او در کتابش پیشنهاد نسل‌کشی آلمانی‌ها از طریق عقیم‌سازی اجباری همه مردم آلمانی زبان را مطرح کرد.

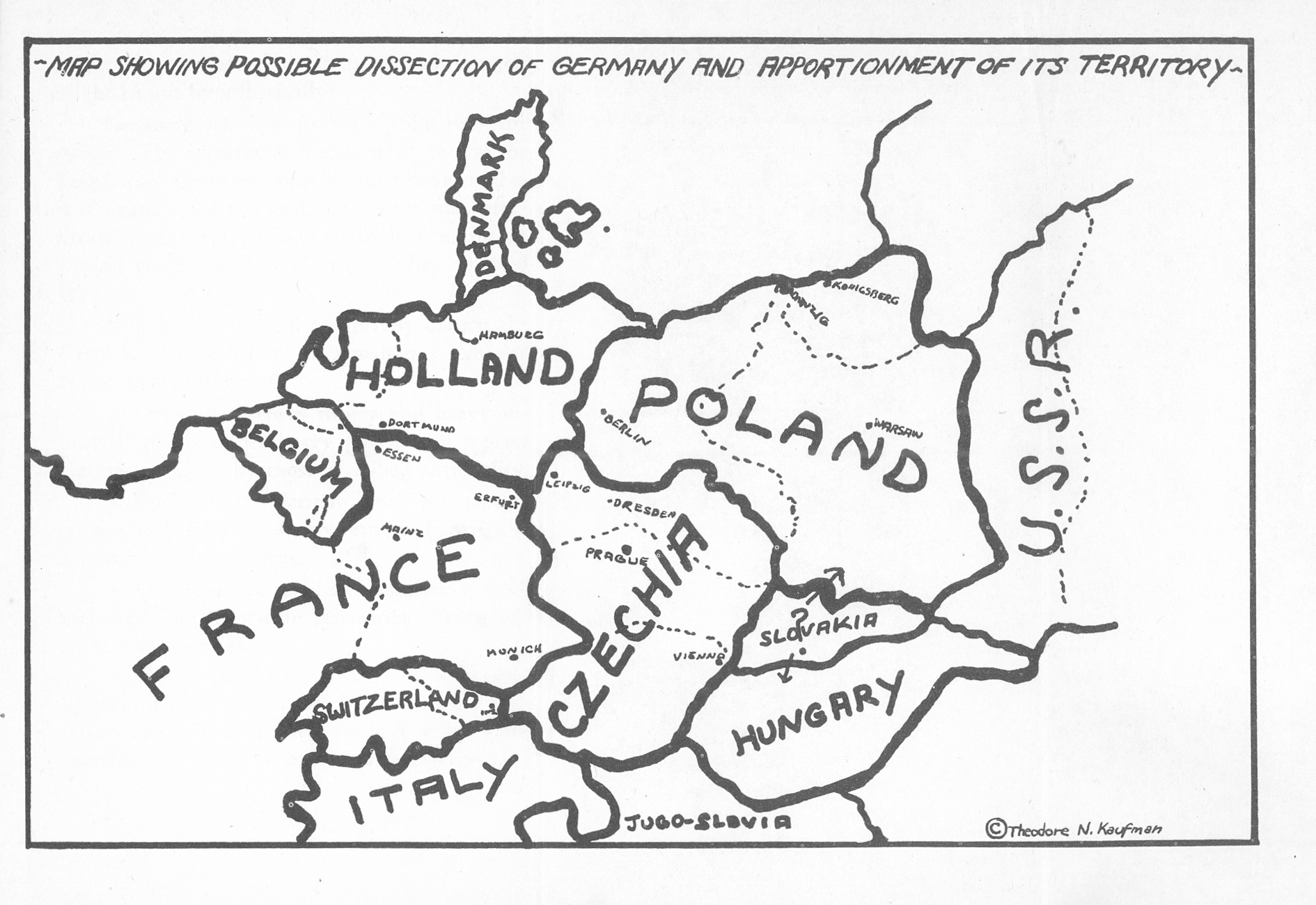
نقشه پیشنهادی کافمن برای جایگزینی آلمان

آلمان نازی نیز این کتاب را به عنوان دلیلی برای آنکه یهودیان قصد نسل‌کشی آلمانی‌ها را دارند ارائه می‌کرد. این کتاب توسط مجله تایم مورد بررسی قرار گرفت. یکی از این منتقدین این کتاب را برنامه‌ای برای ایجاد صلح جهانی دانست. کافمن معتقد بود تمامی مردم آلمان که در سن زاد و ولد هستند باید به اجبار عقیم شوند و این تنها راه ایجاد صلح است. او همچنین نقشه جامعی در مورد تقسیم کشور آلمان و واگذار کردن آن به کشورهای همسایه ارائه کرد. انتشار این کتاب در سال‌های نخست جنگ جهانی دوم، از عمده دلایل استدلال سران نازی در رابطه با توطئه یهودیان علیه کشور آلمان بود.
یوزف گوبلس وزیر رایش برای روشنگری مردم و پروپاگاندا طرز فکر و نظرات کافمن را که در این جزوه منتشر شده بود را به عنوان بهانه ای برای توجیه آزار و شکنجه بیشتر یهودیان استفاده می‌کرد.

## زندگی و مرگ
کافمن در ۲۲ فوریه ۱۹۱۰ در منهتن متولد شد. پدرش، آنتونی کافمن، خبرنگار روزنامه برلین مورگان در برلین، و مادرش فانی نیومن، و تئودور هربرت، جولیان و لئونارد نیز برادرانش بودند که همگی در سال ۱۹۰۵ به ایالات متحده آمریکا مهاجرت کردند. مادرش در سال ۱۹۳۹ درگذشت. کافمن در جلوگیری از درگیری آمریکا در جنگ‌های آینده اروپا یک رادیکال بود. تمرکز او بر عقیم سازی اجباری همه مردان آلمانی زیر ۶۵ سال و عقیم سازی بیشتر زنان آلمانی زیر ۴۵ سال بود. وی همچنین طرح توزیع اراضی تحت مالکیت کشور آلمان در میان کشورهای همسایه را در کتاب آلمان باید از بین برود! مطرح کرد.
تئودور نیومن کافمن در آوریل ۱۹۸۶ در اورنج شرقی، نیوجرسی درگذشت.

## آثار
- زندگی در لیبرتی (به دنبال خوشبختی) (حدود ۱۹۳۸–۱۹۴۲).
- جزوه ۱۰ صفحه ای راهی برای صلح (۱۹۳۹).
- آلمان باید از بین برود! (۱۹۴۱).
- جزوه بیشتر جنگها از آلمان است به همراه جزوه جایگزین و تکمیلی.